# 接山主席台
接山主席台或称接山毛主席像台，是位于中华人民共和国山东省泰安市东平县接山镇接山村市场街西端十字路口的一处文物保护单位。该主席台建于1976年，保存较为完好。主席台分为四面，四面分别绘有毛泽东不同时代的照片。第三次全国文物普查中，该主席台被列入东平县县级文物保护单位。2016年1月20日，该主席台被公布为泰安市第四批市级文物保护单位。

## 图集
- 东侧（1964年版官方标准像）
- 西侧
- 南侧
- 北侧